# Herinneringsmedaille aan de Honderdste Geboortedag van Koning Christiaan IX
De Herinneringsmedaille aan de Honderdste Geboortedag van Koning Christiaan IX (Deens:
Mindemedaillen i Anledning af Hundredeårsdagen for Kong Christian den Niendes Fødsel) werd op 11 maart 1918 ingesteld. Deze Deense onderscheiding werd als een herinneringsmedaille aan de leden van de persoonlijke hofhouding van wijlen Koning Christiaan IX van Denemarken uitgereikt. De medaille werd aan 43 leden van de koninklijke familie en 172 leden van de hofhouding toegekend.
De medaille werd uitgereikt aan een rood lint met een ingewoven wit kruis. Als verbinding tussen het tot een vijhoek gevouwen lint en de medaille is een zilveren koningskroon aangebracht waar de ring doorheen loopt. Op het lint werd een zilveren gesp met de data "1818 8 april 1918" gedragen.
Er zijn bronnen die stellen dat behalve het in Denemarken gebruikelijke rode lint met het ingeweven witte kruis ook een blauw-wit-blauw lint voor deze medaille werd gebruikt. Op een veiling in 2010 werd bij Thomas Høiland een 31 millimeter hoge medaille aan een eenvoudig blauw-wit-blauw lint geveild. De ronde zilveren medaille was met een eenvoudige beugel met het lint verbonden. Ook aan de bovenzijde van het lint bevindt zich een beugel. De koningskroon ontbreekt.
Op de voorzijde werd bij beide varianten de koning naar links kijkend met snor en bakkebaarden afgebeeld binnen het rondschrift CHRISTIANUS IX REX DANIÆ. Op de keerzijde staat onder een ster en binnen de gebruikelijke eikenkrans het motto van de gestorven koning (MED GUD for ÆRE og RED) en de signatuur Aug. Thomsen.
Onderscheidingen ter gelegenheid van de honderdste geboortedag van een Deense koning worden in Denemarken sinds 1918 geslagen en uitgereikt. Tot op heden gebeurde dit viermaal.
- De Herinneringsmedaille aan de Honderdste Geboortedag van Koning Christiaan IX in 1918
- De Herinneringsmedaille aan de Honderdste Geboortedag van Koning Frederik VIII in 1943
- De Herinneringsmedaille aan de Honderdste Geboortedag van Koning Christiaan X in 1970
- De Herinneringsmedaille aan de Honderdste Geboortedag van Koning Frederik IX in 1999

Medailles van Verdienste ·
Medaille voor Langdurige Dienst ·
Medaille "Ingenio et Arti" ·
Medaille voor Nobele Daden ·
Ereteken van het Deense Rode Kruis ·
Medaille van Verdienste voor de Groenlandse Onafhankelijkheid ·
Herinneringsmedaille aan de 70e Verjaardag van Hare Majesteit Koningin Margrethe
Herinneringsmedaille aan de 75e Verjaardag van Prins Henrik

Zie ook: Historische Orden van Denemarken · Onderscheidingen in Denemarken